# Leptogenys truncatirostris
Leptogenys truncatirostris är en myrart som beskrevs av Auguste-Henri Forel 1897. Leptogenys truncatirostris ingår i släktet Leptogenys och familjen myror. Inga underarter finns listade i Catalogue of Life.

## Bildgalleri

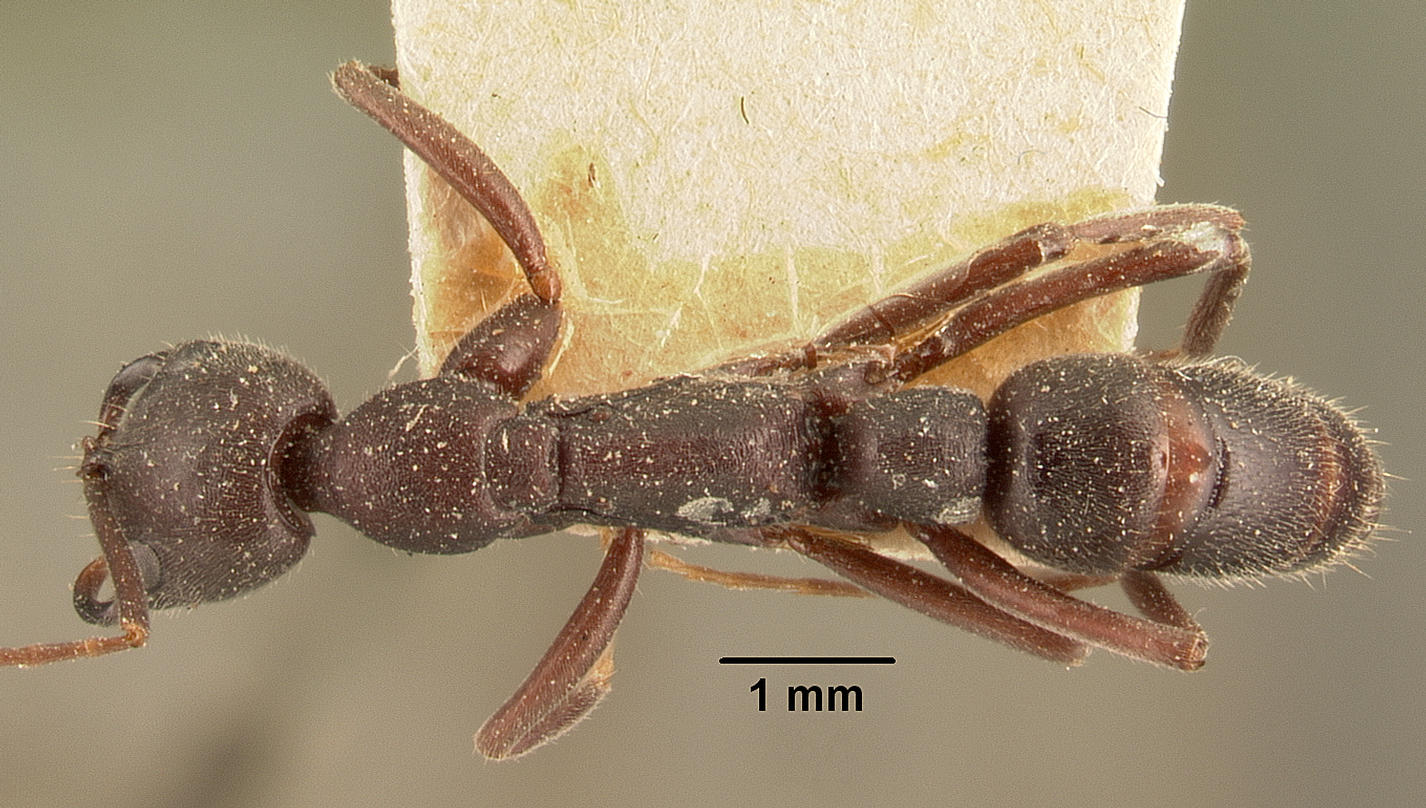
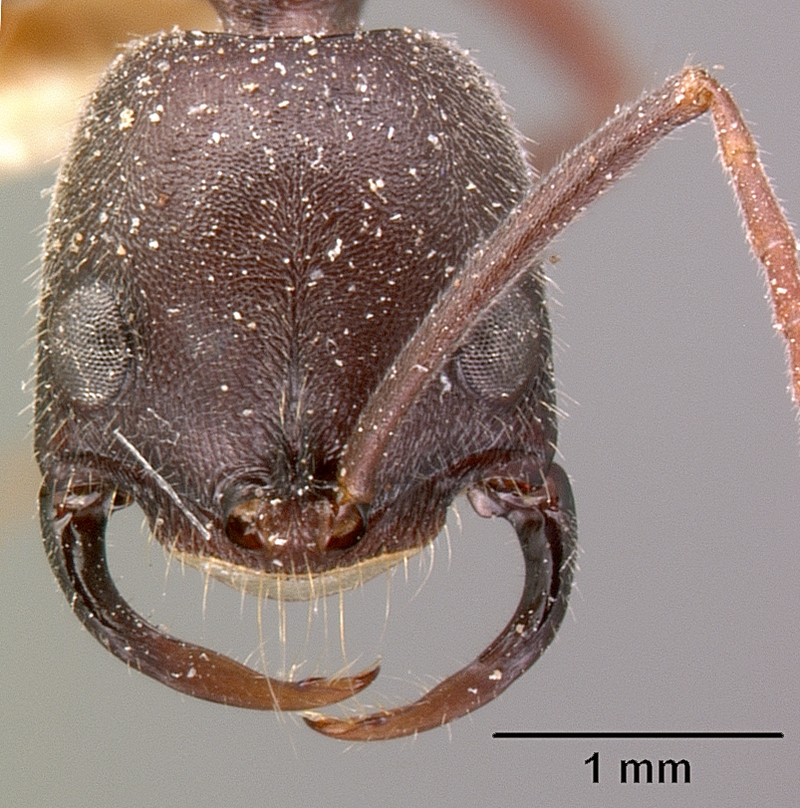
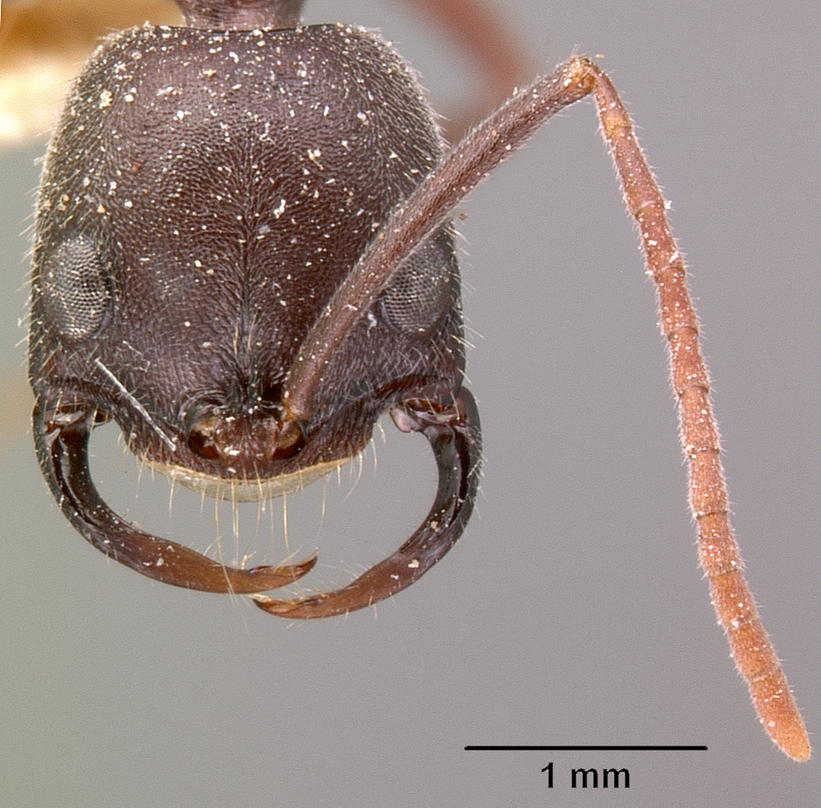
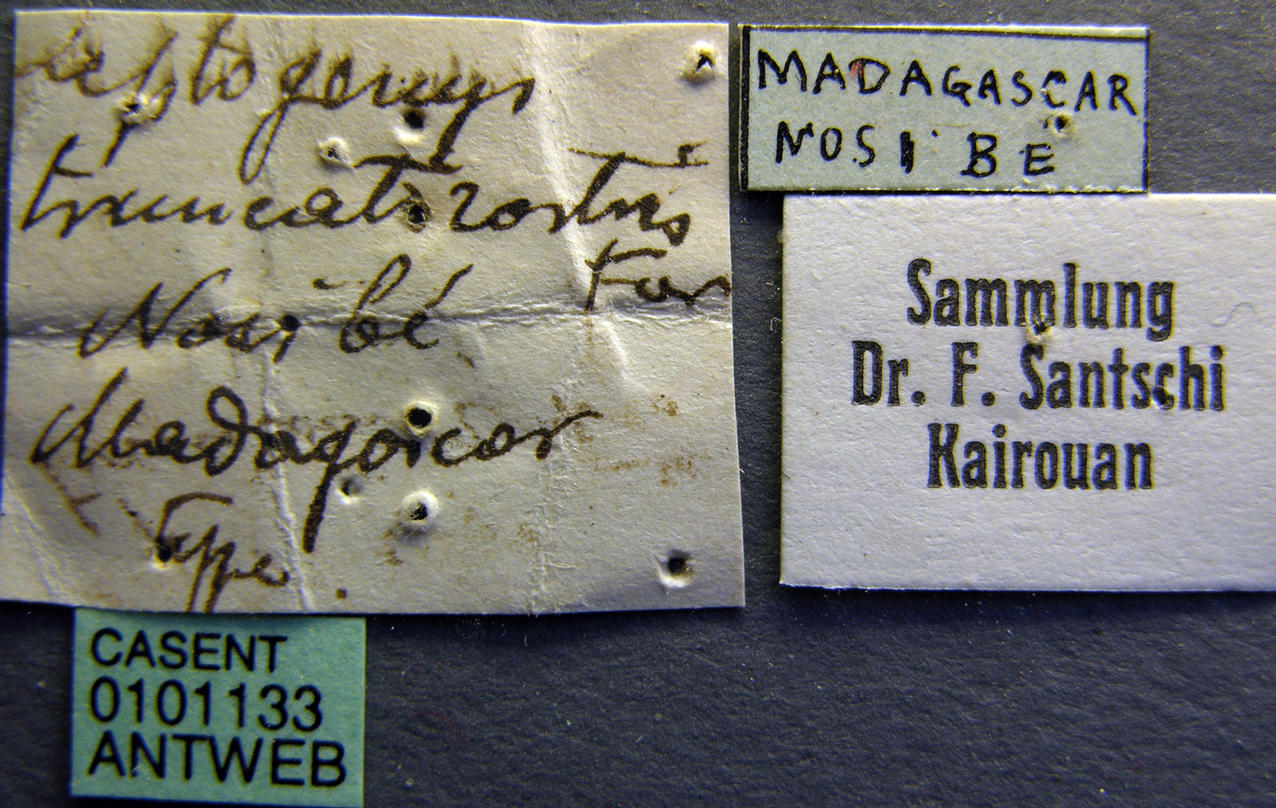
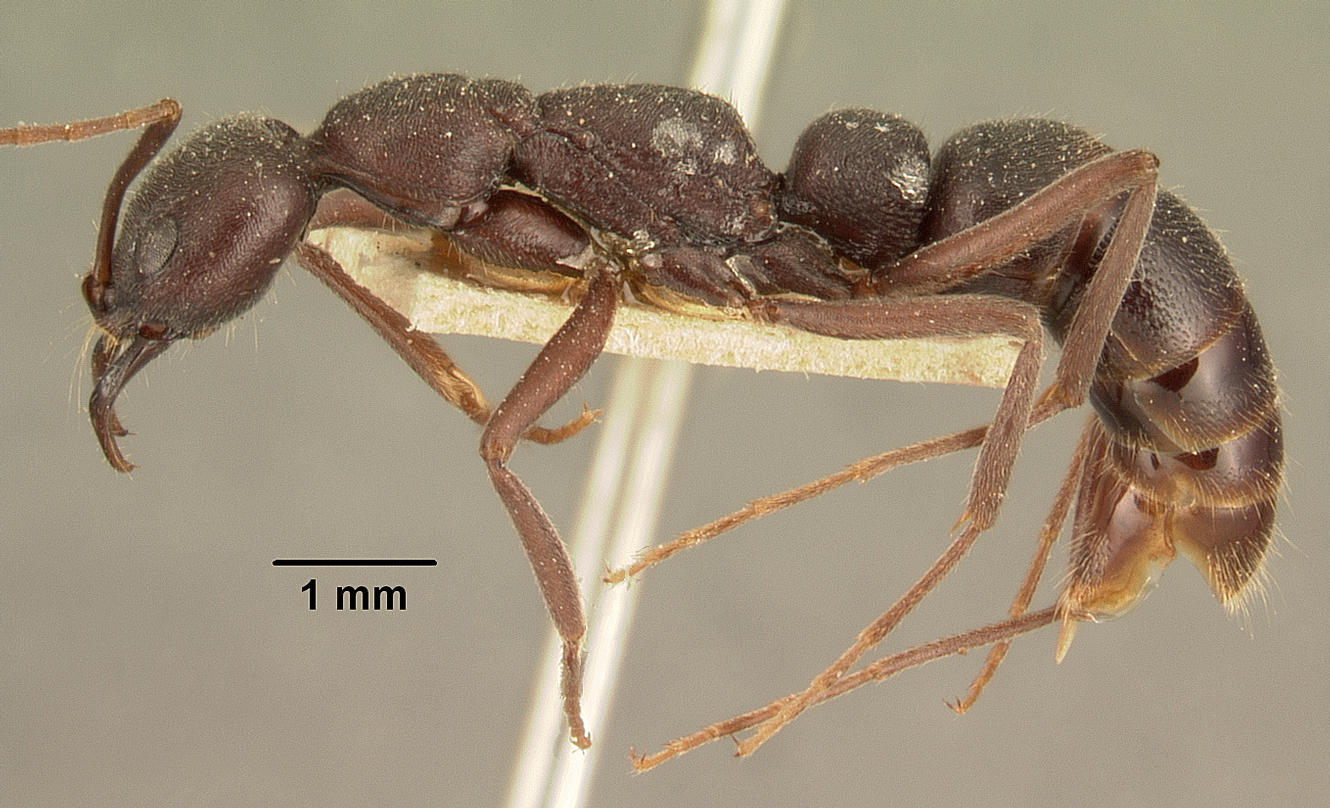
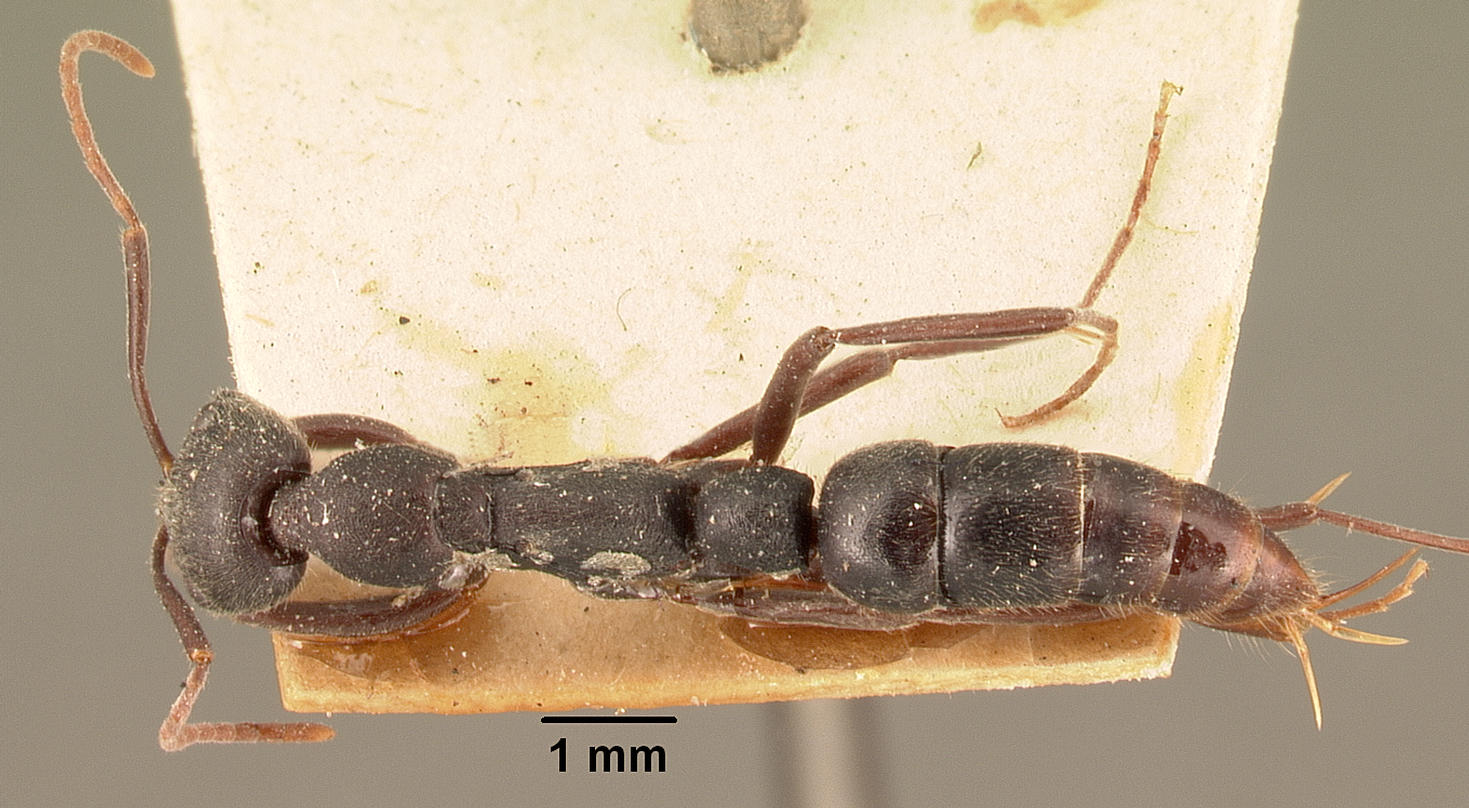